# Chicago Tribune
Chicago Tribune – szósty największy dziennik w Stanach Zjednoczonych, należący do Tribune Publishing Company, który wydawany jest w Chicago. Wcześniej występował pod nazwą „World’s Greatest Newspaper”. Najważniejsza gazeta okręgu metropolitalnego Chicago i środkowo-zachodnich Stanów Zjednoczonych.
„Chicago Tribune” założono 10 czerwca 1847 roku przez Jamesa Kelly’ego, Johna Wheelera oraz Josepha Forresta.

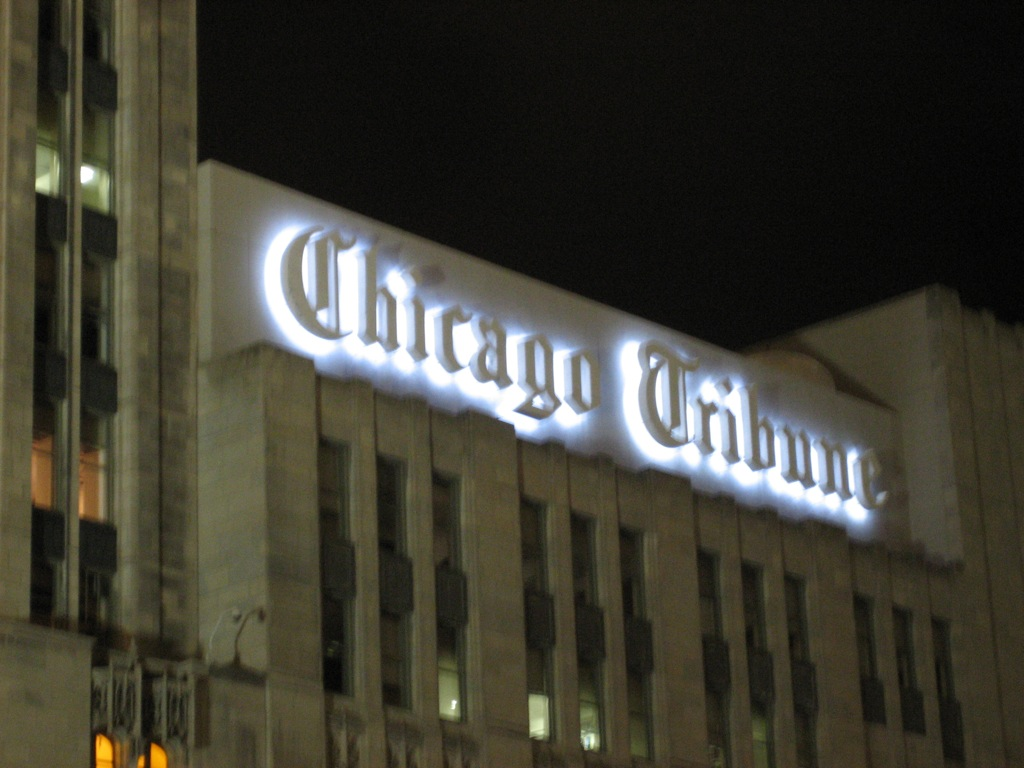
Siedziba „Chicago Tribune”

W 1948 roku gazeta zyskała rozgłos z powodu błędu popełnionego w trakcie odbywających się w listopadzie wyborów prezydenckich. 3 listopada na pierwszej stronie nagłówek głosił „Dewey pokonuje Trumana” (Dewey defeats Truman). Tymczasem wybory wygrał Harry Truman, a symbolem tychże wyborów, było zdjęcie uśmiechniętego prezydenta wskazującego na nagłówek.